# Il signor Valéry
Il signor Valéry è un'opera dello scrittore Gonçalo M. Tavares, insignita del Premio Branquinho da Fonseca della Fondazione Calouste Gulbenkian e del giornale Expresso.

## Struttura, stile e contenuto
Articolato in 25 brevissimi capitoli (dalle 2 alle 4 pagine), illustrati e redatti con stile da fiaba per bambini, il libro ci presenta la paradossale quanto stringente logica con cui il signor Valéry analizza e affronta banali condizioni del suo vivere quotidiano, come l'essere sposato o l'avere un animale domestico, trasfigurandole fino a farle divenire dilemmi filosofici; per rendere più chiari a sé e agli altri i suoi ragionamenti, si aiuta tracciando dei disegni.

## Curiosità
Il nome del soggetto è un omaggio al poeta francese Paul Valéry.

## Edizioni
- Gonçalo M. Tavares, Il signor Valéry, collana Prosa contemporanea, Ugo Guanda Editore, 2005,  p. 85, ISBN 88-8246-845-3.